# Детройт (уличная трасса)
Детройт (уличная трасса) (англ. Detroit street circuit) — трасса, проложенная в городе Детройте (Мичиган, США), по дорогам общего пользования (в районе Ренессанс-центра, Кобо Арены и с использованием хайвея М-1). На этой трассе проходили Гран-при Формулы-1 с 1982 по 1988 года.
Первый Гран-при был проведён в 1982 году и именовался 1st United States Detroit Grand Prix. На конфигурации трассы длиной 4012 метров победу одержал Джон Уотсон (McLaren). В 1983 году трасса претерпела небольшие изменения и её длина была увеличена до 4023.4 метра. После этого, вплоть до 1988 года, конфигурация трассы не изменялась.
В 1988 году состоялся последний Гран-при Детройта, победителем которого стал Айртон Сенна (McLaren). После этого эстафету американского этапа Формулы-1 приняла трасса в Финиксе, штат Аризона.

## Победители Гран-при Детройта
Указаны только победители Гран-при чемпионатов мира Формулы-1.
| Год  | Пилот            | Команда        | Отчёт |
| ---- | ---------------- | -------------- | ----- |
| 1988 | Айртон Сенна     | McLaren-Honda  | Отчёт |
| 1987 | Айртон Сенна     | Lotus-Honda    | Отчёт |
| 1986 | Айртон Сенна     | Lotus-Renault  | Отчёт |
| 1985 | Кеке Росберг     | Williams-Honda | Отчёт |
| 1984 | Нельсон Пике     | Brabham-BMW    | Отчёт |
| 1983 | Микеле Альборето | Tyrrell-Ford   | Отчёт |
| 1982 | Джон Уотсон      | McLaren-Ford   | Отчёт |